# Pont de circulation douce de Viikinmäki
Le pont de circulation douce de Viikinmäki (en finnois : Viikinmäen kevyen liikenteen silta) est un pont des quartiers d'Oulunkylä et Viikki à Helsinki en Finlande.

## Description
Le pont de Viikinmäki a été construit en 2009 et mis en service le 2 octobre 2009.
Il traverse le fleuve Vantaanjoki à environ 200 mètres de la plage de baignade de Pikkukoski dans le cours inférieur du Vantaanjoki.
Le pont à poutres de 50 mètres de long est en acier et son tablier est recouvert de bois.

## Prix et récompenses
En 2010, le pont a reçu le prix de reconnaissance "Pont de l'année" de l'Association finlandaise des ingénieurs en génie civil.

## Vues du pont

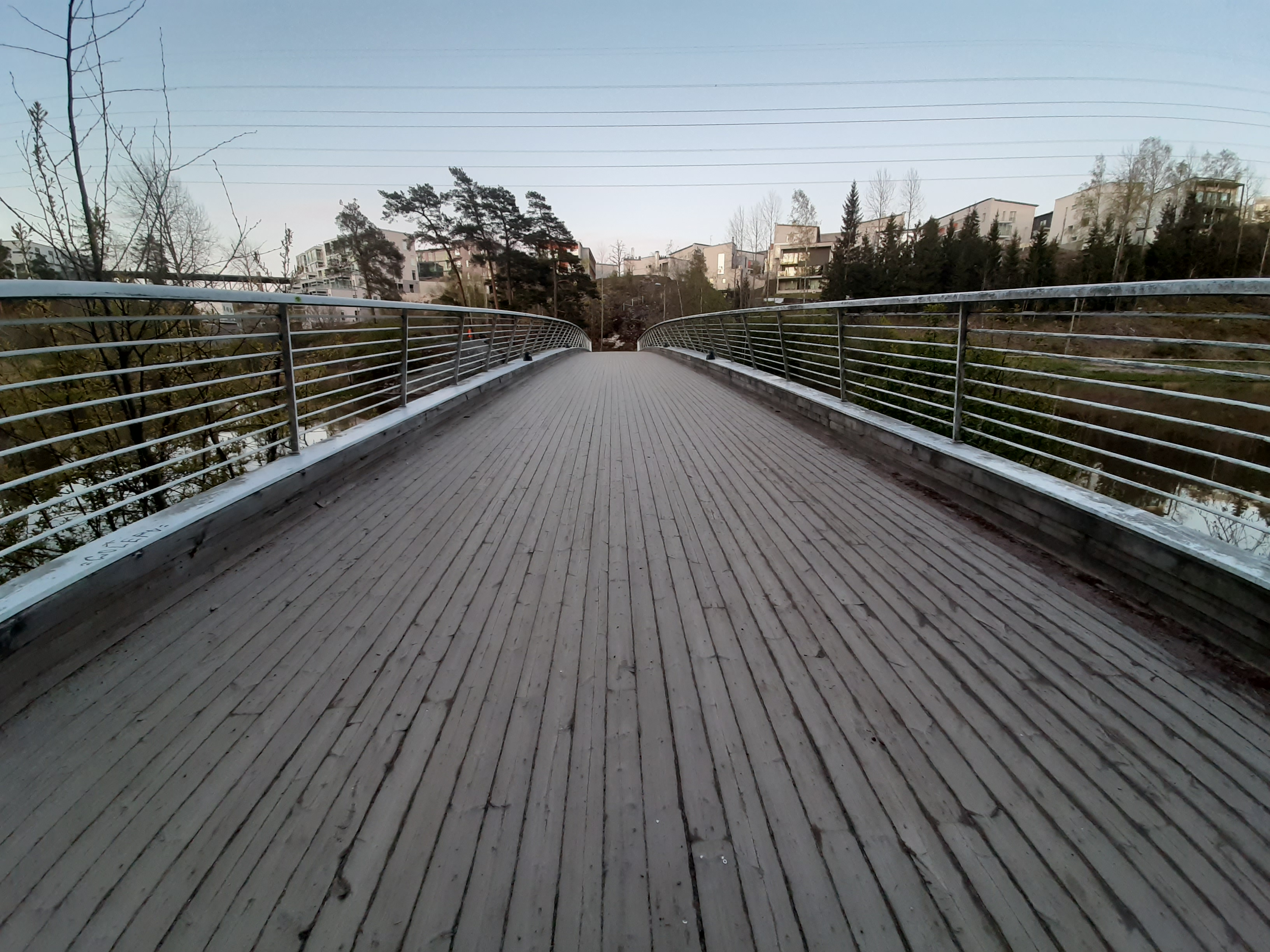
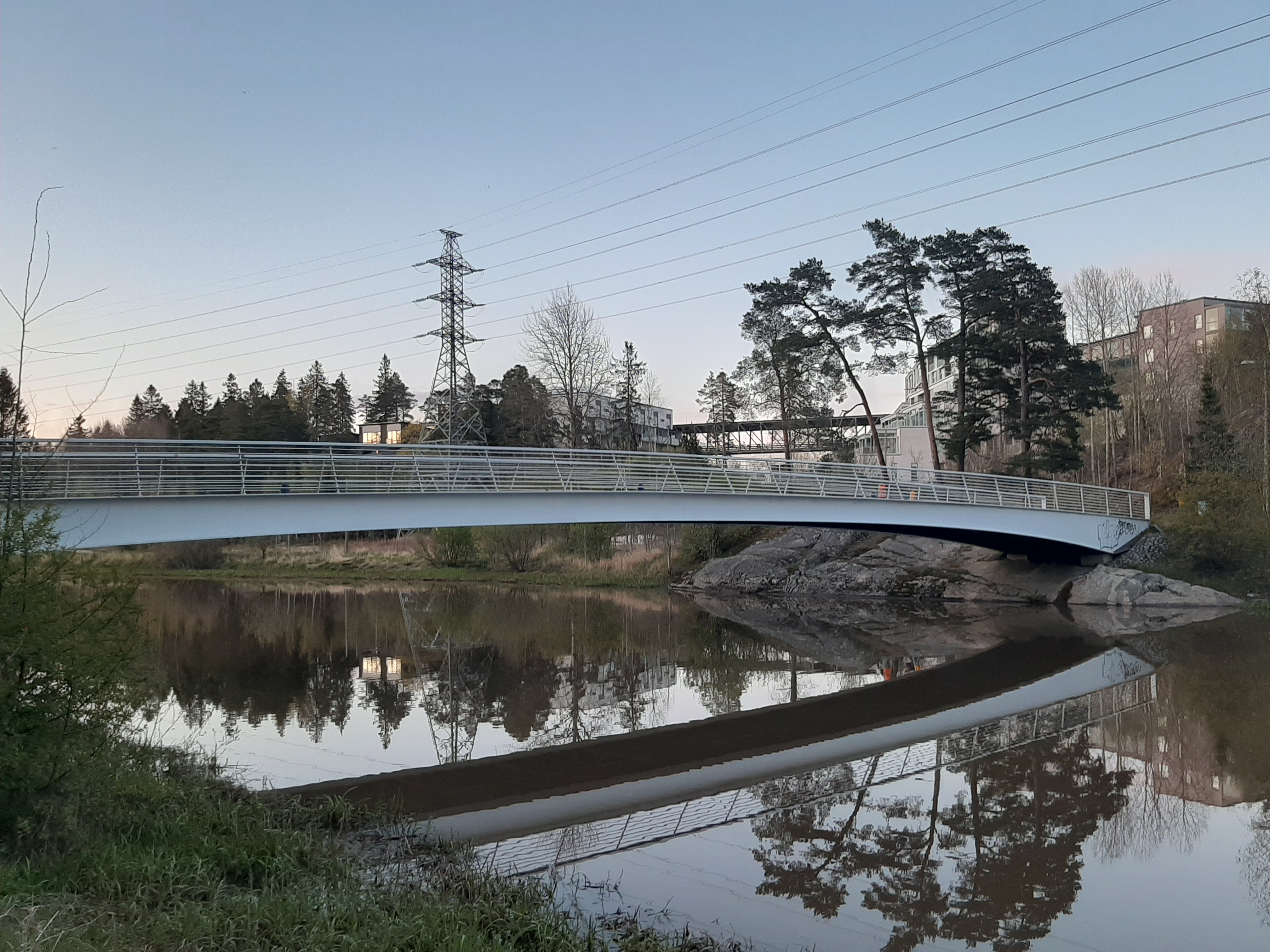